# كلوستريديوم حراري سليولوزي
المطثية الحرارية السليولوزية أو كلوستريديوم حراري سليولوزي (الاسم العلمي: Clostridium thermocellum) هي نوع من البكتيريا تتبع جنس المطثية من فصيلة نظيرات المطثية. نسبة إلى قدرة هذا الكائن الحي على هضم السليولوز. هي بكتيريا لاهوائية ومحبة للحرارة . حظيت بكتيريا المطثية الحرارية السليولوزية باهتمام بحثي نظرا لقدرتها على تحليل السليلوز وقدرتها على توليد الإيثانول السليولوزي مما جعلها قادرة على تحويل الركيزة السليولوزية مباشرة إلى إيثانول.

## روابط خارجية
- Type strain of Clostridium thermocellum at BacDive - the Bacterial Diversity Metadatabase

```
()
[
2
]
```